# Manta gegant
La manta gegant (Manta birostris) és una espècie d'elasmobranqui de l'ordre dels raïformes. A diferència d'altres espècies de l'ordre, no té agulló verinós a la cua. És la més gran de les rajades i pot arribar a fer 8,4 metres d'envergadura i pesar al voltant de 1.400 quilograms.

## Hàbitat
Habiten en mars d'aigües temperades de tot el món. S'alimenten de plàncton, peixos petits i calamars. Generalment, igual que els taurons, tenen peixos netejadors o rèmores oportunistes enganxades a la part inferior, que cerquen sobres del menjar i cerquen també protecció.

## Distribució
En zones com les costes de les Filipines, l'Argentina i el Golf de Mèxic hi hagué un declivi de la població als anys noranta pel descontrol de la caça amb arpó. Actualment se'n desconeix la població i, per tant, si està o no en perill d'extinció. En qualsevol cas es considera una espècie vulnerable a les zones esmentades anteriorment.